# Артур Беккер-Неец
Артур Беккер, з 1956 року — Беккер-Неец (нім. Arthur Becker-Neetz; 31 грудня 1920, Данциг — 12 жовтня 2016, Берлін) — німецький офіцер та інженер, лейтенант резерву вермахту. Кавалер Лицарського хреста Залізного хреста.

## Біографія
Син архітектора Георга Беккера і його дружини Маріанни, уродженої Нецель. 8 березня 1938 року одержав атестат зрілості, з 4 квітня 1938 по 27 березня 1939 року служив у Данцигській службі праці, після чого почав вивчати цивільне будівництво в Технічному університеті Данцига.
3 липня 1939 року поступив на службу добровольцем в 1-й полк земельної поліції (з жовтня 1939 року — 243-й піхотний полк). Учасник Польської і Французької кампаній, після останньої переведений в 7-му роту 2-го батальйону 394-го стрілецького полку 3-ї танкової дивізії. Учасник боїв на радянсько-німецькому фронті, командор взводу своєї роти. Відзначився у боях під Могильовом: після загибелі всіх офіцерів роти взяв командування на себе, відбив ворожі атаки і таким чином запобіг оточенню німецьких частин. Беккер продовжив командувати ротою, навіть будучи важко пораненим в голову. Після завершення боїв був відправлений на лікування.
Після лікування був переведений в 4-й запасний навчальний панцергренадерський батальйон. 20 вересня 1943 року, на день народження Гітлера, разом із своїм командиром Віллі Модером вручив фюреру почесний подарунок від сухопутних військ. З 6 серпня по 23 листопада 1943 року проходив курс офіцера танкових військ у Вішау. В кінці війни Беккер працював інструктором снайперської школи в Данії. 8 травня 1945 року взятий в полон британцями, 4 вересня звільнений.
16 травня 1949 року здобув диплом інженера, працював керівником будівництва у Гессені, згодом — начальник будівельного управління Південного Гессену. 1 січня 1981 року вийшов на пенсію і оселився в Берліні.
Беккер був активним членом Товариства кавалерів Лицарського хреста Залізного хреста, в 2014/15 роках — останній керівник Бранденбурзького відділення Товариства.
Помер 12 жовтня 2016 року в колі рідних. Беккер був останнім живим уродженцем Данцига, нагородженим Лицарським хрестом Залізного хреста.

## Звання
- Кандидат в офіцери поліції (1939)
- Унтер-офіцер резерву (1 липня 1940)
- Фанен-юнкер (1943)
- Обер-фенріх (1943)
- Лейтенант резерву (1 грудня 1943)

## Нагороди
- Залізний хрест 2-го класу (24 червня 1940)
- Штурмовий піхотний знак в сріблі (6 липня 1940)
- Залізний хрест 1-го класу (26 липня 1941)
- Лицарський хрест Залізного хреста (25 серпня 1941) — вручений 1 жовтня 1941 року майором Гербертом Мюллером в лікарні Франкфурта-на-Майні.
- Нагрудний знак «За поранення» в сріблі
- Нагрудний знак «За танкову атаку» в бронзі